# Pascal Couchepin
Pascal Couchepin (5. travnja 1942.) je švicarski političar i član Liberalno-Demokratske Stranke Švicarske. Od 11. ožujka 1998. Couchepin je član Švicarskog saveznog vijeća.
Pascal je 2003. godine bio predsjednik Švicarske. 13. prosinca 2006. bio je izabran za potpredsjednika Švicarske za 2007. godinu. 12. prosinca 2007., na saveznom skupu, Pascal je s 205 glasova za i 41 glasom protiv izabran za predsjednika konfederacije za 2008. godinu. Također je na skupu izabran za još jedan mandat kao član saveznog vijeća.
Prije njegove poličke karijere, od 1976. do 1984. je bio gradonačelnik Martignija.
Pascal Couchepin govori njemački, francuski i engleski jezik.

## Vanjske poveznice
- Službena biografija (engleski)  Arhivirana inačica izvorne stranice od 17. prosinca 2007. (Wayback Machine)